# Armorial des communes de la Loire-Atlantique
- il comporte peu ou pas de sources.

Cette page donne les armoiries (figures et blasonnements) des communes de la Loire-Atlantique.
- Haut – A
- B
- C
- D
- E
- F
- G
- H
- I
- J
- K
- L
- M
- N
- O
- P
- Q
- R
- S
- T
- U
- V
- W
- X
- Y
- Z

(0 dessin(s) en attente.)

## A
| Blason de Abbaretz | Blason  | De gueules à la croix de sable, cantonnée : au premier, d'un terril d'argent ; au deuxième, de gueules au rencontre de bœuf de sable * ; au troisième, de gueules chargé d'une gerbe d'or liée du même ; au quatrième, d'hermine ; sur le tout, d'argent au croissant de gueules accompagné de trois crampons, le senestre contourné. |
| Blason de Abbaretz | Détails | * Il y a là non-respect de la règle de contrariété des couleurs : ces armes sont fautives (sable sur gueules). Le statut officiel du blason reste à déterminer. |

| Blason de Aigrefeuille-sur-Maine | Blason  | D'azur à trois feuilles d'alisier d'or ; au chef d'hermine.                  |
| Blason de Aigrefeuille-sur-Maine | Détails | Armes parlantes. (feuilles) Le statut officiel du blason reste à déterminer. |

| Blason de Ancenis | Blason  | De gueules à trois quintefeuilles, chaque feuille chargée d'une moucheture d'hermine de sable. Devise / CriFolium ejus non defluet. (Sa fleur ne tombera pas.) |
| Blason de Ancenis | Détails | Le statut officiel du blason reste à déterminer. |

| Blason de Anetz | Blason  | Équipolé de gueules et d'argent.                 |
| Blason de Anetz | Détails | Le statut officiel du blason reste à déterminer. |

| Blason de Arthon-en-Retz | Blason  | Écartelé : au premier, d'azur à un four à chaux d'argent maçonné et ouvert de sable ; au deuxième, de gueules à un aqueduc d'or, au chef d'argent à trois mouchetures d'hermine de sable ; au troisième, de gueules à l'épée posée en bande chargée d'une crosse posée en barre, le tout d'or, au chef du même chargé d'une croisette de sable ; au quatrième, d'azur à trois merlons de sel d'argent. |
| Blason de Arthon-en-Retz | Détails | Le statut officiel du blason reste à déterminer. |

| Blason de Assérac | Blason  | Gironné d'or et d'azur. Devise / CriFranc à tout venant. |
| Blason de Assérac | Détails | Le statut officiel du blason reste à déterminer.         |

| Blason de Avessac | Blason  | Taillé d'azur et de gueules, à l'ancre de sable avec sa gumène d'or à senestre et entrelacée avec une branche de chêne de sinople posée en bande, le tout brochant sur le taillé ; le tout sommé d'un comble d'or chargé de cinq fleurs de lis d'azur. |
| Blason de Avessac | Détails | * Il y a là non-respect de la règle de contrariété des couleurs : ces armes sont fautives (sable+sinople brochant sur azur+gueules : pas un seul métal !). Le statut officiel du blason reste à déterminer.                                            |

 Pas d'information pour les communes suivantes : Ancenis-Saint-Géréon.
- Haut – A
- B
- C
- D
- E
- F
- G
- H
- I
- J
- K
- L
- M
- N
- O
- P
- Q
- R
- S
- T
- U
- V
- W
- X
- Y
- Z

## B
| Blason de Barbechat | Blason  | D'argent au léopard de gueules accompagné de six croisettes de sable, trois en chef et trois en pointe, rangées en fasce. |
| Blason de Barbechat | Détails | Le statut officiel du blason reste à déterminer.                                                                          |

| Blason de Basse-Goulaine | Blason  | Coupé : au premier, d'argent au pelven adextré de sa pierre ronde, le tout d'azur ; au second, d'azur à un brochet d'argent posé en fasce. Devise / CriSaxo Diuturnor Alacrior Lucio. |
| Blason de Basse-Goulaine | Détails | Le statut officiel du blason reste à déterminer. |

| Blason de Batz-sur-Mer | Blason  | Parti : au premier, d'argent à trois dauphins pâmés de sable ; au second, d'azur à la crosse d'or. Devise / CriTerre et mer ne crains. |
| Blason de Batz-sur-Mer | Détails | Différences entre dessin et blasonnement : crosse ou tete de crosse. Le statut officiel du blason reste à déterminer.                  |

| Blason de Baule-Escoublac (La) | Blason  | D'azur au soleil non figuré d'or, à la champagne ondée d'or ; au chef d'hermine. Devise / CriLabor, Sol Et Mare Fulgeant In Unum. |
| Blason de Baule-Escoublac (La) | Détails | Le statut officiel du blason reste à déterminer.                                                                                  |

| Blason de Belligné | Blason  | D'argent au chevron de gueules accompagné en chef de deux merlettes de sable et en pointe d'un mulon de sel d'hermine ; à la bordure tranchée : au premier, d'azur semé de fleurs de lys d'or à la filière de gueules, au second, d'hermine à la filière ondée d'azur. |
| Blason de Belligné | Détails | Le statut officiel du blason reste à déterminer. |

| Blason de Bernerie-en-Retz (La) | Blason  | D'or à la croix de sable chargée en abîme d'une tour d'argent maçonnée aussi de sable, surchargée d'une moucheture d'hermine du même ; au chef d'azur chargé d'une embarcation locale dite "chatte" soutenue d'une divise ondée, le tout d'argent. Devise / CriPictonum Virtus Britonum Fides. |
| Blason de Bernerie-en-Retz (La) | Détails | Différences entre dessin et blasonnement : L'embarcation représentée ici est une simple nef et non une chatte. ; le blasonnement ne dit pas la tour ouverte de sable alors que le dessin la représente ainsi. Le statut officiel du blason reste à déterminer.                                 |

| Blason de Besné | Blason  | Contre-vairé d'or et de gueules.                 |
| Blason de Besné | Détails | Le statut officiel du blason reste à déterminer. |

| Blason de Bignon (Le) | Blason  | De gueules à trois flacons d'or. Devise / CriSagesse et progrès. |
| Blason de Bignon (Le) | Détails | Le statut officiel du blason reste à déterminer.                 |

| Blason de Blain | Blason  | De vair au croissant de gueules.                 |
| Blason de Blain | Détails | Le statut officiel du blason reste à déterminer. |

| Blason de Boissière-du-Doré (La) | Blason  | D'or à un rameau de buis de sinople, à la bordure partie d’argent chargée de neuf mouchetures d'hermine de sable, et d’azur chargée de neuf fleurs de lys d'or. |
| Blason de Boissière-du-Doré (La) | Détails | Le statut officiel du blason reste à déterminer. |

| Blason de Bonnœuvre | Blason  | D'azur à trois croissants d'or couchés. Devise / CriAuxilium Meum A Domino. |
| Blason de Bonnœuvre | Détails | Le statut officiel du blason reste à déterminer.                            |

| Blason de Bouaye | Blason  | D'azur à la quintefeuille d'argent, au franc-canton d'or à la croix de sable et à la plaine d'argent. |
| Blason de Bouaye | Détails | Le statut officiel du blason reste à déterminer.                                                      |

| Blason de Bouguenais | Blason  | De gueules à la bande dentelée d'or accompagnée de deux molettes d'éperon du même. Devise / CriAd Alta. (Vers les hauteurs.) (Symbole de générosité.) |
| Blason de Bouguenais | Détails | Le statut officiel du blason reste à déterminer. |

| Blason de Bourgneuf-en-Retz | Blason  | D'azur au navire équipé et habillé d'or, la voile chargée d'une croix de sable, voguant sur une mer d'argent mouvant de la pointe ; au chef de gueules chargé de trois merlons de sel d'argent terrassés de sinople. |
| Blason de Bourgneuf-en-Retz | Détails | * Il y a là non-respect de la règle de contrariété des couleurs : ces armes sont fautives. Le statut officiel du blason reste à déterminer.                                                                          |

| Blason de Boussay | Blason  | Écartelé d'azur et d'or : au premier, à un ostensoir d'or ; au deuxième, à une fleur de lys d'azur ; au troisième, à une navette aussi d'azur ; au quatrième, à une gerbe de blé d'or ; au chef d'hermine. Devise / CriLabor Et Libertas. |
| Blason de Boussay | Détails | Le statut officiel du blason reste à déterminer. |

| Blason de Bouvron | Blason  | De sinople au chevron d'or accompagné en chef de deux castors assis affrontés et en pointe d'une épée renversée posée en pal, le tout d'argent ; au chef d'argent chargé de neuf mouchetures d'hermine de sable posées 5 et 4. |
| Blason de Bouvron | Détails | Le statut officiel du blason reste à déterminer. |

| Blason de Brains | Blason  | D'or à l'aigle essorante de sable, la tête senestrée, soutenue d'une divise ondée d'azur en pointe. |
| Blason de Brains | Détails | Le statut officiel du blason reste à déterminer.                                                    |

 Pas d'information pour les communes suivantes : Bouée 
- Haut – A
- B
- C
- D
- E
- F
- G
- H
- I
- J
- K
- L
- M
- N
- O
- P
- Q
- R
- S
- T
- U
- V
- W
- X
- Y
- Z

## C
| Blason de Campbon | Blason  | De gueules à trois fasces échiquetées d'argent et d'azur ; à la bordure d'hermine.                                                       |
| Blason de Campbon | Détails | Le statut officiel du blason reste à déterminer.                                                                                         |
| Blason de Campbon | Alias   | De gueules à trois fasces échiquetées d'argent et d'azur ; à la bordure d'argent chargée de sept mouchetures d'hermine posées 3, 2 et 2. |

| Blason de Carquefou | Blason  | De gueules, au chêne arraché de sinople * glandé d'or ; au chef d'hermine. Devise / CriQuercus Foliata Semper Virens. (Chêne feuillu toujours vert.) |
| Blason de Carquefou | Détails | * Il y a là non-respect de la règle de contrariété des couleurs : ces armes sont fautives (sinople sur gueules). Armes parlantes (le chêne de sinople rappelle le nom de la ville : Carquefou vient du latin Quercufolio, Quarquefolio : « chêne vert »). . Le statut officiel du blason reste à déterminer. |

| Blason de Casson | Blason  | D'argent à trois chouettes de sable, becquées, membrées et allumées de gueules.                                                                                             |
| Blason de Casson | Détails | Armes parlantes (les chouettes évoquent les armes de la famille de Courson, de catheu : « chouette » en idiome normand). . Le statut officiel du blason reste à déterminer. |

| Blason de Cellier (Le) | Blason  | De gueules à une grappe de raisin sans feuille d'or, accostée de deux bourdons de pèlerin d'argent, et soutenue d'une burelle ondée du même ; au chef d'hermine. Devise / CriVino Et Aspectu Juvat. |
| Blason de Cellier (Le) | Détails | Le statut officiel du blason reste à déterminer. |

| Blason de Chapelle-Basse-Mer (La) | Blason  | D'hermine au lambel d'azur en chef; à la bordure de gueules. |
| Blason de Chapelle-Basse-Mer (La) | Détails | Officiel.                                                    |

| Blason de Chapelle-des-Marais (La) | Blason  | Tiercé en pairle : au 1er d'or au salais [outil pour couper la tourbe] de sable posé en pal, au 2e de gueules au panier tressé d'or, au 3e de sinople au sabot d'or ; sur le tout, d'argent au rencontre de bœuf de sable. Devise / CriD'hommes et de marais entre sable et forêts. |
| Blason de Chapelle-des-Marais (La) | Détails | Le statut officiel du blason reste à déterminer. |

| Blason de Chapelle-Glain (La) | Blason  | Écartelé d'azur et de gueules : au premier, à un épi de blé ; au deuxième, à un moulin à vent ; au troisième, à une roue dentée ; au quatrième, au chevron engrêlé, tous d'or ; sur le tout de sinople à la foi d'argent. |
| Blason de Chapelle-Glain (La) | Détails | Le statut officiel du blason reste à déterminer. |

| Blason de Chapelle-Heulin (La) | Blason  | D'hermine à la fasce alésée de gueules chargée d'une fleur de lys d'or. |
| Blason de Chapelle-Heulin (La) | Détails | Le statut officiel du blason reste à déterminer.                        |

| Blason de Chapelle-Launay (La) | Blason  | Coupé : au premier, échiqueté d'argent et de gueules, les points d'argent chargés chacun d'une moucheture d'hermine de sable ; au second, parti : au premier, d'azur à une couronne marquisale d'or, et au second, d'argent à une branche d'aulne de sinople posée en barre ; à la plaine fascée ondée d'argent et d'azur de quatre pièces brochant sur le parti. |
| Blason de Chapelle-Launay (La) | Détails | Armes parlantes. Le chef évoque le blasonnement de la Famille de Mareil (échiqueté de gueules et d'hermines). La couronne évoque l'appartenance au Marquisat de Coislin et la branche d'aulne évoque le nom de la commune. concepteur : Olivier Cruau. Délibération municipale du 23 février 1993.                                                                |

| Blason de Chapelle-Saint-Sauveur (La) | Blason  | D'or à trois jumelles d'azur en bande, à la bordure d'argent. |
| Blason de Chapelle-Saint-Sauveur (La) | Détails | Blason conçu par l'héraldiste Michel Pressensé en 1988 (délibération municipale en 1996). Armes de la famille de Montrelais (sceau de 1218). Jean de Montrelais (mort en 1391) fut évêque de Vannes puis de Nantes. Hugues de Montrelais (mort en 1390) fut évêque de Tréguier, de Saint-Brieuc, puis cardinal et chancelier du duc Jean IV de Bretagne. La Chapelle-Saint-Sauveur, anciennement appelée Chapelle de Montrelais était une succursale de la paroisse de Montrelais. Le statut officiel du blason reste à déterminer. |

| Blason de Chapelle-sur-Erdre (La) | Blason  | D'azur à la roue de Sainte-Catherine d'argent ; au chef d'argent chargé d'une croix ancrée de gueules accostée de deux mouchetures d'hermine de sable. Devise / CriProgrès et fidélité. |
| Blason de Chapelle-sur-Erdre (La) | Détails | Le statut officiel du blason reste à déterminer. |

| Blason de Châteaubriant | Blason  | Parti : au premier, d'azur aux trois fleurs de lys d'or et au bâton péri en bande de gueules ; au second, d'hermine plain ; sur le tout, de gueules semé de fleurs de lys d'or. |
| Blason de Châteaubriant | Détails | Le statut officiel du blason reste à déterminer. |
| Blason de Châteaubriant | Alias   | De gueules semé de fleurs de lys d'or. Ancien blason de Châteaubriant (avant 1250).                                                                                             |

| Blason de Château-Thébaud | Blason  | De sable au croissant d'or accompagné de trois croisettes ancrées d'argent. |
| Blason de Château-Thébaud | Détails | Le statut officiel du blason reste à déterminer.                            |

| Blason de Chauvé | Blason  | Écartelé : au premier, de gueules au croissant d'argent chargé de trois mouchetures d'hermine de sable et au chef d'or ; au deuxième, au cœur croiseté de gueules ; au troisième, d'or à une perche de sinople posée en bande ; au quatrième, d'azur à l'église au clocher brisé d'or ; sur le tout, une croix haussée et amincie de sable chargée en abîme d'un sautoir d'argent. Devise / CriTous unis. |
| Blason de Chauvé | Détails | Le statut officiel du blason reste à déterminer. |

| Blason de Cheix-en-Retz | Blason  | De sinople à la rivière d'argent posée en barre accompagnée à dextre en chef d'une chapelle d'or et à senestre en pointe d'une grappe de raisin tigée, feuillée et branchée du même. |
| Blason de Cheix-en-Retz | Détails | Le statut officiel du blason reste à déterminer. |

| Blason de Chéméré | Blason  | D'argent à la croix alésée de gueules cantonnée de quatre rencontres de bœuf de sable. |
| Blason de Chéméré | Détails | Le statut officiel du blason reste à déterminer.                                       |

| Blason de Chevrolière (La) | Blason  | D'or au chevreuil passant de sable posé sur une terrasse de sinople ; au chef d'azur chargé d'un brochet d'argent accompagné de deux fleurs de nénuphars du même feuillées d'or. |
| Blason de Chevrolière (La) | Détails | Armes parlantes. (chevreuil) Devise : Aqua Et Terra Nobis Sunt Propitiae. (L'eau et la terre nous sont propices.) Le statut officiel du blason reste à déterminer.               |

| Blason de Clion-sur-Mer (Le) | Blason  | De sinople à la barre d'argent chargée de trois mouchetures d'hermine de sable et accompagnée de deux tours-carillons aussi d'argent. |
| Blason de Clion-sur-Mer (Le) | Détails | Devise : Semper Virens. (Toujours verdoyant.) Le Clion-sur-Mer (commune de Pornic) Le statut officiel du blason reste à déterminer.   |

| Blason de Clisson | Blason  | De gueules au lion d'argent, couronné, lampassé et armé d'or. |
| Blason de Clisson | Détails | Devise : Pour ce qu'il plest. (devise d'Olivier Ier de Clisson, devise de la banderole sous le blason original d'Olivier IV de Clisson). Le statut officiel du blason reste à déterminer. |

| Blason de Conquereuil | Blason  | D'azur à une flèche tombante d'argent ; au chef d'hermine. |
| Blason de Conquereuil | Détails | Le statut officiel du blason reste à déterminer.           |

| Blason de Corcoué-sur-Logne | Blason  | De sinople aux façades d'argent des trois églises du lieu, posées sur une champagne de sable chargée d'une trangle ondée d'or.                                  |
| Blason de Corcoué-sur-Logne | Détails | * Il y a là non-respect de la règle de contrariété des couleurs : ces armes sont fautives (sable sur sinople). Le statut officiel du blason reste à déterminer. |

| Blason de Cordemais | Blason  | De sinople à l'éclair d'or mouvant du chef et soutenu d'une mer d'azur ; au chef d'hermine.                                                                    |
| Blason de Cordemais | Détails | * Il y a là non-respect de la règle de contrariété des couleurs : ces armes sont fautives (azur sur sinople). Le statut officiel du blason reste à déterminer. |

| Blason de Corsept | Blason  | Écartelé : aux premier et quatrième, d'azur à sept cœurs d'or, ordonnés 3, 2, 1 et 1 dans le premier quartier et 1, 1, 2 et 3 dans le quatrième ; aux deuxième et au troisième, d'argent plain ; sur le tout, d'argent à la croix de sable. |
| Blason de Corsept | Détails | Armes parlantes. sept cœur sonne en à-peu-près comme "corsept". Le statut officiel du blason reste à déterminer. |
| Blason de Corsept | Alias   | D'azur aux sept cœurs d'or posés trois, deux, un et un. Conflit héraldique : le blasonnement annonce "sept cœurs" ; le dessin n'en montre que deux.                                                                                         |

| Blason de Couffé | Blason  | Taillé de sinople à une couffe d'or et de gueules à deux clefs d'or passées en sautoir, une divise en barre ondée d'argent brochant sur la partition ; au chef d'azur* à la croix cannelée d'argent.                                                   |
| Blason de Couffé | Détails | Armes parlantes. (la couffe, panier de pêcheur, rappelle le nom de la ville). * Il y a là non-respect de la règle de contrariété des couleurs : ces armes sont fautives (Azur sur sinople + gueules). Le statut officiel du blason reste à déterminer. |

| Blason de Croisic (Le) | Blason  | D'argent à la croix de gueules cantonnée de quatre mouchetures d'hermine de sable. Devise / CriCrociliacis Signum Insigna. |
| Blason de Croisic (Le) | Détails | Armes parlantes. (croix) Le statut officiel du blason reste à déterminer.                                                  |

| Blason de Crossac | Blason  | Écartelé : au premier, d'hermine plain ; au deuxième, de gueules à la demie crosse d'or posée en pal ; au troisième, de sinople au dolmen d'argent ; au quatrième, échiqueté d'or et d'azur. |
| Blason de Crossac | Détails | Différences entre dessin et blasonnement : crosse. Armes parlantes. (crosse) Le statut officiel du blason reste à déterminer.                                                                |

 Pas d'information pour les communes suivantes : Chaumes-en-Retz, La Chevallerais, Couëron 
- Haut – A
- B
- C
- D
- E
- F
- G
- H
- I
- J
- K
- L
- M
- N
- O
- P
- Q
- R
- S
- T
- U
- V
- W
- X
- Y
- Z

## D
| Blason de Derval | Blason  | Écartelé d'hermine et d'argent à deux fasces de gueules. Devise / CriSans plus. (devise des anciens seigneurs de Derval). |
| Blason de Derval | Détails | Le statut officiel du blason reste à déterminer.                                                                          |

| Blason de Donges | Blason  | Échiqueté d'or et d'azur. Devise / CriAd Rivum Ligeris Labore Nobile Potens Semper Eris. (Sur les bords de la Loire, par le travail qui t'anoblit, tu seras toujours forte.) (Devise ajoutée par M. Robert Louis.) |
| Blason de Donges | Détails | Le statut officiel du blason reste à déterminer. |

| Blason de Drefféac | Blason  | De gueules à neuf quartefeuilles d'or posées 3, 3 et 3. |
| Blason de Drefféac | Détails | Le statut officiel du blason reste à déterminer.        |

 Pas d'information pour les communes suivantes : Divatte-sur-Loire.
- Haut – A
- B
- C
- D
- E
- F
- G
- H
- I
- J
- K
- L
- M
- N
- O
- P
- Q
- R
- S
- T
- U
- V
- W
- X
- Y
- Z

## E
| Blason de Erbray | Blason  | D'azur à deux fasces d'or et deux pals de sable brochant sur le tout. |
| Blason de Erbray | Détails | Le statut officiel du blason reste à déterminer.                      |

- Haut – A
- B
- C
- D
- E
- F
- G
- H
- I
- J
- K
- L
- M
- N
- O
- P
- Q
- R
- S
- T
- U
- V
- W
- X
- Y
- Z

## F
| Blason de Fay-de-Bretagne | Blason  | Parti : au premier, d'argent à un arbre arraché de sinople accompagné de sept mouchetures d'hermine de sable, trois rangées en chef et quatre en pointe ordonnées 2 et 2 ; au second, de gueules à un croissant de vair. Devise / CriFac semper vir. (Bepred ober evel un den.) (Agir toujours en homme.) |
| Blason de Fay-de-Bretagne | Détails | Le statut officiel du blason reste à déterminer. |

| Blason de Fégréac | Blason  | De sable à trois fleurs de lys d'argent; au chef cousu d'azur chargé de trois besants d'or. |
| Blason de Fégréac | Détails | * Ces armes emploient le terme « cousu » dans le seul but de contrevenir à la règle de contrariété des couleurs : elles sont fautives : azur sur sable. Le statut officiel du blason reste à déterminer. |

| Blason de Fercé | Blason  | De gueules fretté d'hermine.                     |
| Blason de Fercé | Détails | Le statut officiel du blason reste à déterminer. |

| Blason de Fresnay-en-Retz | Blason  | D'or à un frêne de sable terrassé du même.                                                                                       |
| Blason de Fresnay-en-Retz | Détails | Armes parlantes (le frêne symbolise la frênaie qu'évoque le nom de la ville). . Le statut officiel du blason reste à déterminer. |

| Blason de Fresne-sur-Loire (Le) | Blason  | De sable à un frêne d'argent terrassé du même ; au chef de gueules à la croix aussi d'argent soutenue d'une divise ondée du même, la croix chargée en abîme d'une moucheture d'hermine du champ. |
| Blason de Fresne-sur-Loire (Le) | Détails | Armes parlantes (le frêne rappelle le nom de la ville). . Le statut officiel du blason reste à déterminer.                                                                                       |

| Blason de Frossay | Blason  | D'or à la croix de sable cantonnée : au premier, d'une corbeille de sable relevée d'or ; au deuxième, d'une nef de sable contournée, équipée de gueules ; au troisième, d'une grappe de raisins de gueules relevée d'or, tigée de sable ; au quatrième, de deux clés de sable passées en sautoir. |
| Blason de Frossay | Détails | Le statut officiel du blason reste à déterminer. |

- Haut – A
- B
- C
- D
- E
- F
- G
- H
- I
- J
- K
- L
- M
- N
- O
- P
- Q
- R
- S
- T
- U
- V
- W
- X
- Y
- Z

## G
| Blason de Gâvre (Le) | Blason  | D'hermine à la fasce d'azur chargée de trois fleurs de lys d'or. |
| Blason de Gâvre (Le) | Détails | Le statut officiel du blason reste à déterminer.                 |

| Blason de Geneston | Blason  | De sable à l'agneau pascal d'argent portant une bannière du même chargée d'une croisette de gueules, accompagné en chef à dextre d'une étoile d'or. |
| Blason de Geneston | Détails | Le statut officiel du blason reste à déterminer. |

| Blason de Gétigné | Blason  | De gueules à un épi de blé posé en pal, adextré de trois autres épis tigés, ployés l'un sur l'autre, les quatre croisant leurs tiges en nombril ; senestré de trois navettes en barre, posées 2 et 1, la première tarée de profil, sa gorge de chasse tournée vers le chef ; la seconde vue par-dessus, sa canette nourrie ; la troisième mouvant du centre, retournée, ses deux lumières ajourées du champ, un fil sortant de la canette de la seconde navette, passant sous la troisième navette, formant une boucle autour des tiges d'épis de blé et joignant la pointe de la quatrième tige à senestre, le tout d'or ; au chef cousu de sable chargé de cinq mouchetures d'hermine d'argent. |
| Blason de Gétigné | Détails | * Ces armes emploient le terme « cousu » dans le seul but de contrevenir à la règle de contrariété des couleurs : elles sont fautives : sable sur gueules. Le statut officiel du blason reste à déterminer. |

| Blason de Gorges | Blason  | Parti de gueules et d'or à la croix fleuronnée d'hermine brochante, cantonnée : au premier, d'un lion d'argent, couronné, lampassé et armé d'or ; au deuxième, d'un pic de mineur d'azur ; au troisième, d'une grappe de raisins d'argent tigée d'or ; au quatrième, d'une fleur de lys d'azur au pied nourri. |
| Blason de Gorges | Détails | Différences entre dessin et blasonnement : d'hermine et non argent chargé de mouchetures. Le statut officiel du blason reste à déterminer. |

| Blason de Grand-Auverné | Blason  | De gueules au chevron d'or accompagné de trois fleurs de lys du même ; au chef d'hermine. Devise / CriPax Et Bonum. |
| Blason de Grand-Auverné | Détails | Le statut officiel du blason reste à déterminer.                                                                    |

| Blason de Grandchamp-des-Fontaines | Blason  | De sinople à la cotice en barre d'argent, accompagnée en chef d'un épi de blé feuillé et en pointe d'une fontaine, le tout d'argent ; au chef d'argent à la macle de gueules accostée de deux mouchetures d'hermine de sable. Devise / CriTraditions et progrès. |
| Blason de Grandchamp-des-Fontaines | Détails | Armes parlantes. (fontaine) Le statut officiel du blason reste à déterminer. |

| Blason de Guémené-Penfao | Blason  | Parti : au 1 de gueules à la croix tréflée d'or, au 2 d'azur à l'arbre d'argent ; le tout au chef d'hermine. Devise / CriAime Dieu et fais ce que dois. |
| Blason de Guémené-Penfao | Détails | Le statut officiel du blason reste à déterminer. |

| Blason de Guenrouet | Blason  | D'azur à une église d'argent terrassée de sinople, la terrasse chargée d'une divise ondée d'argent surchargée de trois poissons de gueules. Devise / CriDiruta Restitui. (Devise par l'abbé L. Verger.) |
| Blason de Guenrouet | Détails | * Il y a là non-respect de la règle de contrariété des couleurs : ces armes sont fautives (sinople sue azur). Le statut officiel du blason reste à déterminer.                                          |

| Blason de Guérande | Blason  | D'argent à quinze mouchetures d'hermine de sable ordonnées 5, 4, 3, 2 et 1.                                                                               |
| Blason de Guérande | Détails | Pour Victor Adolphe Malte-Brun, les armes de Guérande sont : de gueules, à deux lions passants d'argent. Le statut officiel du blason reste à déterminer. |
| Blason de Guérande | Alias   | De gueules, à deux lions passants d'argent, au chef d'hermine.                                                                                            |

 Pas d'information pour les communes suivantes : La Grigonnais 
- Haut – A
- B
- C
- D
- E
- F
- G
- H
- I
- J
- K
- L
- M
- N
- O
- P
- Q
- R
- S
- T
- U
- V
- W
- X
- Y
- Z

## H
| Blason de Haie-Fouassière (La) | Blason  | D'azur à la barre ondée accompagnée à dextre d'une grappe de raisins feuillée, à senestre d'une fouace, le tout d'or ; au chef d'hermine. |
| Blason de Haie-Fouassière (La) | Détails | Le statut officiel du blason reste à déterminer.                                                                                          |

| Blason de Haute-Goulaine | Blason  | D'or au château flanqué de deux échauguettes de sable, ouvert et ajouré du champ, soutenu d'une divise ondée d'azur ; en pointe, une grappe de raisin pamprée de sinople ; au chef d'hermine. |
| Blason de Haute-Goulaine | Détails | Le statut officiel du blason reste à déterminer. |

| Blason de Herbignac | Blason  | De sinople au château d'or donjonné de trois tours, crénelé, maçonné et ouvert de sable ; à la bordure gironnée d'or et d'azur de huit pièces. |
| Blason de Herbignac | Détails | Le statut officiel du blason reste à déterminer.                                                                                               |

| Blason de Héric | Blason  | D'argent à la bande de sable chargée de trois molettes d'éperon d'or.                                                            |
| Blason de Héric | Détails | Blason de la famille de Collobet du Bot. Blason conçu par M. Durivault en 1961. Le statut officiel du blason reste à déterminer. |

- Haut – A
- B
- C
- D
- E
- F
- G
- H
- I
- J
- K
- L
- M
- N
- O
- P
- Q
- R
- S
- T
- U
- V
- W
- X
- Y
- Z

## I
| Blason de Indre | Blason  | De gueules à une galère d'argent voguant sur une mer du même ; au chef aussi d'argent chargé du mot « INDRE » en majuscules de sable. |
| Blason de Indre | Détails | Le statut officiel du blason reste à déterminer.                                                                                      |

| Blason de Issé | Blason  | De gueules au bœuf d'or, la queue passée entre les pattes, relevée et fourchue.                                                                      |
| Blason de Issé | Détails | Armes de la famille LeBoeuf, seigneurs de Nozay, Issé, le Grand Fougeray. Armes attestées dès 1250. Le statut officiel du blason reste à déterminer. |

- Haut – A
- B
- C
- D
- E
- F
- G
- H
- I
- J
- K
- L
- M
- N
- O
- P
- Q
- R
- S
- T
- U
- V
- W
- X
- Y
- Z

## J
| Blason de Jans | Blason  | Ecartelé de vair et d'hermine, à l'écusson de gueules en cœur à une fleur de lys d'or. Devise / CriVif à tout heurt. |
| Blason de Jans | Détails | L'hermine évoque le blasonnement d'hermine plain de la Bretagne, rappelant l'appartenance passée de la ville au duché de Bretagne. Blason conçu par l'héraldiste Michel Pressensé (délibération municipale en 1995). Le statut officiel du blason reste à déterminer. |

| Blason de Joué-sur-Erdre | Blason  | D'or à la bande ondée d'azur.                    |
| Blason de Joué-sur-Erdre | Détails | Le statut officiel du blason reste à déterminer. |

| Blason de Juigné-des-Moutiers | Blason  | D'argent au chêne de sinople, le fût traversé par un sanglier de sable. |
| Blason de Juigné-des-Moutiers | Détails | Le statut officiel du blason reste à déterminer.                        |

- Haut – A
- B
- C
- D
- E
- F
- G
- H
- I
- J
- K
- L
- M
- N
- O
- P
- Q
- R
- S
- T
- U
- V
- W
- X
- Y
- Z

## L
| Blason de Landreau (Le) | Blason  | Parti : au 1er d'azur à deux fasces alésées d'or, au chef cousu de gueules chargé de trois étoiles d'argent, au 2e d'argent à l'aigle bicéphale de sable, becquée et membrée d'or. Devise / CriSpes Et Fides. |
| Blason de Landreau (Le) | Détails | * Il y a là non-respect de la règle de contrariété des couleurs : ces armes sont fautives (gueules sur azur). Le statut officiel du blason reste à déterminer.                                                |

| Blason de Legé | Blason  | Coupé : au premier, d'azur à un château d'or maçonné, ouvert et ajouré de sable, mouvant du coupé ; au second, de pourpre à trois fleurs de lys d'argent posées en fasce. |
| Blason de Legé | Détails | Le statut officiel du blason reste à déterminer. |

| Blason de Ligné | Blason  | D'or à l'arbre arraché de sinople, au chef d'hermine ; à la bordure de gueules chargée de quinze besants d'argent. Devise / CriFidelis Ac Firmus Ut Lignum. |
| Blason de Ligné | Détails | Le statut officiel du blason reste à déterminer. |

| Blason de Limouzinière (La) | Blason  | Parti : au premier, de sinople au lion d'or couronné, lampassé et armé de gueules ; au second, d'or à trois tourteaux de gueules ; enté en pointe d'argent coupé d'azur. |
| Blason de Limouzinière (La) | Détails | Le statut officiel du blason reste à déterminer. |

| Blason de Loroux-Bottereau (Le) | Blason  | Palé contre-palé d'argent et d'azur, à deux chevrons d'or brochant sur le tout. Devise / CriFortes In Bello, In Fide Autem Fortiore. |
| Blason de Loroux-Bottereau (Le) | Détails | Le statut officiel du blason reste à déterminer.                                                                                     |

| Blason de Louisfert | Blason  | D'or semé de fers de lance de sable ; sur le tout, de gueules à deux clefs adossées d'argent. Devise / CriFerreus Si Locus Aureum Cor. |
| Blason de Louisfert | Détails | Le statut officiel du blason reste à déterminer.                                                                                       |

| Blason de Lusanger | Blason  | D'argent à deux tourteaux de gueules soutenus d'un croissant d'azur. |
| Blason de Lusanger | Détails | Le statut officiel du blason reste à déterminer.                     |

 Pas d'information pour les communes suivantes : Loireauxence, Lavau-sur-Loire 
- Haut – A
- B
- C
- D
- E
- F
- G
- H
- I
- J
- K
- L
- M
- N
- O
- P
- Q
- R
- S
- T
- U
- V
- W
- X
- Y
- Z

## M
| Blason de Machecoul | Blason  | D'argent à trois chevrons de gueules. |
| Blason de Machecoul | Détails | Ces armes aujourd'hui celle de la commune de Machecoul depuis 1943, sont celle d'Olivier de Dreux dit « Olivier de Braine » puis « Olivier Ier de Machecoul, qui aurait repris et modifié les armes de son oncle paternel Jean de Dreux (dit aussi Jean de Braine) (1198-1239), comte de Vienne et de Mâcon : chevronné d'argent et de gueules. Le statut officiel du blason reste à déterminer. |

| Blason de Maisdon-sur-Sèvre | Blason  | De gueules à une jumelle ondée accompagnée en chef d'une moucheture d'hermine et en pointe d'une grappe de raisin, le tout d'or. |
| Blason de Maisdon-sur-Sèvre | Détails | Le statut officiel du blason reste à déterminer.                                                                                 |

| Blason de Malville | Blason  | De gueules à trois macles d'or surmontées d'un lambel d'argent.                                                                             |
| Blason de Malville | Détails | Ce blason a une filiation certaine avec le blason de Jean de Montauban, seigneur du Goust. Le statut officiel du blason reste à déterminer. |

| Blason de La Marne | Blason  | De gueules au lion d'argent, lampassé et armé d'or. |
| Blason de La Marne | Détails | Le statut officiel du blason reste à déterminer.    |

| Blason de Marsac-sur-Don | Blason  | De gueules à la divise ployée d'hermine, surmontée d'une crosse et d'un glaive renversé passés en sautoir, et soutenue d'une pomme feuillée, le tout d'or. Devise / CriBonheur est bon. |
| Blason de Marsac-sur-Don | Détails | Le statut officiel du blason reste à déterminer. |

| Blason de Massérac | Blason  | Parti : au premier, de gueules à la crosse d'abbé d'argent ; au second, d'or à la bécassine passante de sable ; au chef d'argent chargé de cinq mouchetures d'hermine de sable. |
| Blason de Massérac | Détails | Le statut officiel du blason reste à déterminer. |

| Blason de Maumusson | Blason  | Tiercé en pairle renversé : au premier, d'hermine plain ; au deuxième, de sinople au cerf d'or passant ; au troisième, de gueules à la clef d'or et l'épée d'argent garnie aussi d'or passées en sautoir. |
| Blason de Maumusson | Détails | Le statut officiel du blason reste à déterminer. |

| Blason de Mauves-sur-Loire | Blason  | De pourpre à la champagne d'argent surmontée d'un temple romain du même. Devise / CriHodie Bona Mala Via Cras Optima. |
| Blason de Mauves-sur-Loire | Détails | Le statut officiel du blason reste à déterminer.                                                                      |

| Blason de Meilleraye-de-Bretagne (La) | Blason  | De gueules à trois abeilles d'or ; au chef d'hermine. Devise / CriConcordia Mellis Dulcedo. |
| Blason de Meilleraye-de-Bretagne (La) | Détails | Armes parlantes. (miel) Le statut officiel du blason reste à déterminer.                    |

| Blason de Mésanger | Blason  | D'argent à trois merlettes de sable.             |
| Blason de Mésanger | Détails | Le statut officiel du blason reste à déterminer. |

| Blason de Mesquer | Blason  | De gueules fretté d'or. Devise / CriTerrae marique fidelis. (Feal d'an douar ha d'ar mor.) (À terre et mer fidèle.) |
| Blason de Mesquer | Détails | Ce blason est une inversion d'émaux, par les commis de Vannier, des armes de Y. Perraud, recteur de Mesquer, qui portait d'or fretté de gueules (Armorial de France – 1701). Blason enregistré le 19 juillet 1972 par délibération municipale du 2 novembre 1971. |
| Blason de Mesquer | Alias   | Blason avec ornements extérieurs et devise. |

| Blason de Missillac | Blason  | De gueules à la salamandre d'or ; au chef d'argent à trois mouchetures d'hermine de sable. |
| Blason de Missillac | Détails | Le statut officiel du blason reste à déterminer.                                           |

| Blason de Moisdon-la-Rivière | Blason  | De gueules à la tour d'or ouverte et maçonnée de sable, posée sur un mont d'argent ; au chef d'hermine. Devise / CriVigilat Qui Custodit. |
| Blason de Moisdon-la-Rivière | Détails | Le statut officiel du blason reste à déterminer.                                                                                          |

| Blason de Monnières | Blason  | D'azur à l'écusson de gueules chargé d'une grappe de raisin sans feuille d'argent, accompagné en chef dextre d'une clef versée, en chef senestre d'un moulin à vent, et en pointe d'un papillon, le tout d'or ; au chef d'hermine. |
| Blason de Monnières | Détails | * Il y a là non-respect de la règle de contrariété des couleurs : ces armes sont fautives (gueules sur azur). Le statut officiel du blason reste à déterminer.                                                                     |

| Blason de Montagne (La) | Blason  | D'or à l'ancre de marine de sable brochant sur une roue dentée de gueules en abîme, accompagnées en chef de trois mouchetures d'hermine mal ordonnées et en pointe d'une fasce ondée d'azur. |
| Blason de Montagne (La) | Détails | La fasce ondée d'azur est le symbole de la Loire, les mouchetures d'hermine montrent l'attachement à la Bretagne, l'ancre de Marine est le symbole des ouvriers de l'arsenal (auparavant fonderies royales). Ce blason est supporté par deux branches de laurier qui sont le symbole du drapeau républicain de 1848. Le statut officiel du blason reste à déterminer. |
| Blason de Montagne (La) | Alias   | Coupé : au premier, parti : au premier, d'or à la croix de sable, et au second, de gueules à l'ancre de sable ; au second, d'argent à la fasce ondée d'azur. * Il y a là non-respect de la règle de contrariété des couleurs : ces armes sont fautives (gueules sur azur). Blason et blasonnement non conformes à ceux présentés sur le site officiel de la commune. Le blason représente : le blasonnement du pays de Retz (d'or à la croix de sable), rappelant l'appartenance de La Montagne au pays de Retz ; une ancre évoquant les chantiers navals ; une onde bleue représentant la Loire. Blason enregistré le 3 octobre 1981. |

| Blason de Montbert | Blason  | De gueules à une bande d'or chargée d'un lion léopardé de sable, armé et lampassé de gueules ; au chef d'argent chargé de trois épis de blé liés d'un pampre fruité à dextre et feuillé d'une pièce à senestre, accosté à dextre de trois mouchetures d'hermine de sable et à senestre d'un double cœur vidé et croiseté, le tout de sable. Devise / CriMajorum Memento Posturas Cura. (Souviens-toi de tes ancêtres, soucie-toi de ta postérité.) |
| Blason de Montbert | Détails | Le statut officiel du blason reste à déterminer. |

| Blason de Montoir-de-Bretagne | Blason  | Taillé : au premier, d'azur à deux avions de chasse d'argent, volant l'un sur l'autre ; au second, de gueules à la roue dentée d'or issant d'une champagne ondée d'argent, à la tige touffe de roseaux des marais au naturel brochant sur le taillé ; le tout sommé d'un chef d'argent chargé de cinq mouchetures d'hermine de sable. Devise / CriLongius Procedere. (Aller plus avant.) |
| Blason de Montoir-de-Bretagne | Détails | Le statut officiel du blason reste à déterminer. |

| Blason de Montrelais | Blason  | D'or à trois jumelles d'azur posées en bandes. |
| Blason de Montrelais | Détails | Armes de la famille de Montrelais (sceau de 1218). Jean de Montrelais (mort en 1391) fut évêque de Vannes puis de Nantes. Hugues de Montrelais (mort en 1390) fut évêque de Tréguier, de Saint-Brieuc, puis cardinal et chancelier du duc Jean IV de Bretagne. Le statut officiel du blason reste à déterminer. |

| Blason de Mouais | Blason  | De gueules à deux crosses adossées, surmontées d'une mitre d'évêque, le tout d'or. |
| Blason de Mouais | Détails | Le statut officiel du blason reste à déterminer.                                   |

| Blason de Moutiers-en-Retz (Les) | Blason  | De gueules au château d'or, coulissé, ajouré et maçonné de sable, accompagné de trois têtes de crosses aussi d'or ; à la bordure cousue d'azur. Devise / CriMore Majorum.                                                                                        |
| Blason de Moutiers-en-Retz (Les) | Détails | * Il y a là non-respect de la règle de contrariété des couleurs : ces armes sont fautives (azur sur gueules). Conflit héraldique : le blasonnement dit le château "maçonné" ; le dessin ne le montre pas ainsi. Le statut officiel du blason reste à déterminer. |

| Blason de Mouzillon | Blason  | D'azur à un pont antique de quatre arches d'or maçonné de sable, au chef aussi d'or chargé de quatre grappes de raisin de sinople, pamprées de trois feuilles de vigne du même. Devise / CriVinea Mea Dilecta. (Ô ma vigne bien-aimée.) |
| Blason de Mouzillon | Détails | Le statut officiel du blason reste à déterminer. |

 Pas d'information pour les communes suivantes : Mouzeil 
- Haut – A
- B
- C
- D
- E
- F
- G
- H
- I
- J
- K
- L
- M
- N
- O
- P
- Q
- R
- S
- T
- U
- V
- W
- X
- Y
- Z

## N
| Blason de Nantes | Blason  | De gueules au vaisseau équipé d'or, habillé d'hermine, voguant sur une mer de sinople mouvant de la pointe et ondée d'argent, au chef aussi d'hermine. Devise / CriFavet Neptunus Eunti. (Ma daoulagad a sell ouzhoc'h.) (Neptune favorise ceux qui osent, ou Neptune favorise sa marche, ou encore Que Neptune favorise le voyageur.) |
| Blason de Nantes | Détails | Le statut officiel du blason reste à déterminer. |

| Blason de Nort-sur-Erdre | Blason  | De gueules à un chaland contourné peint au naturel voguant sur une mer d'azur ; au chef d'hermine. |
| Blason de Nort-sur-Erdre | Détails | Le statut officiel du blason reste à déterminer.                                                   |

| Blason de Notre-Dame-des-Landes | Blason  | Tiercé en pairle renversé : au premier, d'argent à une feuille de chêne de sinople ; au deuxième, de sinople à la Vierge d'argent portant l'Enfant Jésus du même mantelé d'or ; au troisième, d'or à la fleur de bruyère de gueules ; le tout sommé d'un chef parti : au premier, de sable à la molette d'or, et au second, d'argent à une moucheture d'hermine de sable. |
| Blason de Notre-Dame-des-Landes | Détails | Différences entre dessin et blasonnement : mantelé d'or. Le statut officiel du blason reste à déterminer. |

| Blason de Noyal-sur-Brutz | Blason  | De sinople à la cotice en bande ondée d'argent, accompagnée à senestre en chef d'un arbre arraché d'or et à dextre en pointe d'une croisette du même ; au chef d'argent chargé de trois mouchetures d'hermine de sable. |
| Blason de Noyal-sur-Brutz | Détails | Le statut officiel du blason reste à déterminer. |

| Blason de Nozay | Blason  | De gueules à la croix d'or cantonnée de quatre lionceaux du même. |
| Blason de Nozay | Détails | Le statut officiel du blason reste à déterminer.                  |

- Haut – A
- B
- C
- D
- E
- F
- G
- H
- I
- J
- K
- L
- M
- N
- O
- P
- Q
- R
- S
- T
- U
- V
- W
- X
- Y
- Z

## O
| Blason de Orvault | Blason  | De sable à la bande d'argent coticée d'or, au filet ondé d'argent brochant en pointe et au comble d'or. |
| Blason de Orvault | Détails | Le statut officiel du blason reste à déterminer.                                                        |

| Blason de Oudon | Blason  | De gueules à neuf besants d'or, 3, 3 et 3. Devise / CriQuoc Numerat Nummos Non Malestricta Donus. |
| Blason de Oudon | Détails | Le statut officiel du blason reste à déterminer.                                                  |

- Haut – A
- B
- C
- D
- E
- F
- G
- H
- I
- J
- K
- L
- M
- N
- O
- P
- Q
- R
- S
- T
- U
- V
- W
- X
- Y
- Z

## P
| Blason de Paimbœuf | Blason  | D'azur au navire équipé d'or voguant sur une mer d'argent mouvant de la pointe. |
| Blason de Paimbœuf | Détails | Le statut officiel du blason reste à déterminer.                                |

| Blason de Pallet (Le) | Blason  | D'hermine à la croix pattée de gueules.          |
| Blason de Pallet (Le) | Détails | Le statut officiel du blason reste à déterminer. |

| Blason de Paulx | Blason  | Coupé, au premier, parti d'argent à une moucheture d'hermine, et d'or à la fleur de lys d'azur ; au second, de gueules à la calice d'or. |
| Blason de Paulx | Détails | Le statut officiel du blason reste à déterminer.                                                                                         |

| Blason de Pellerin (Le) | Blason  | D'azur à la nef équipée et habillée d'or, voguant sur une rivière d'argent mouvant de la pointe, au chef cousu de sinople chargé de trois coquilles aussi d'or, celle du milieu versée. |
| Blason de Pellerin (Le) | Détails | * Il y a là non-respect de la règle de contrariété des couleurs : ces armes sont fautives (sinople sur azur). Le statut officiel du blason reste à déterminer.                          |

| Blason de Petit-Auverné | Blason  | De gueules au chevron d'hermine. Devise / CriAunus Super Rivos Vernat. |
| Blason de Petit-Auverné | Détails | Le statut officiel du blason reste à déterminer.                       |

| Blason de Petit-Mars | Blason  | D'argent à la fasce ondée d'azur, accompagnée en chef d'un casque antique de légionnaire romain de gueules accosté de deux mouchetures d'hermine de sable, et en pointe de trois croissants aussi de gueules, celui en pointe renversé. Devise / CriÉgale aux aïeux. |
| Blason de Petit-Mars | Détails | Le statut officiel du blason reste à déterminer. |

| Blason de Piriac-sur-Mer | Blason  | De sable à la bande d'or. Devise / CriRetineat Et Salvet. |
| Blason de Piriac-sur-Mer | Détails | Le statut officiel du blason reste à déterminer.          |

| Blason de Plaine-sur-Mer (La) | Blason  | D'azur aux six poissons d'argent ordonnés 2, 2 et 2 ; au chef d'or chargé d'un pétoncle de sable veiné d'argent. Différences entre dessin et blasonnement : le pétoncle est dessiné en barre, ce qui n'est pas dit.. |
| Blason de Plaine-sur-Mer (La) | Détails | Le statut officiel du blason reste à déterminer. |

| Blason de Planche (La) | Blason  | D'argent à l'aigle éployée au vol abaissé de sable, le bec clos, surmontée à dextre d'une moucheture d'hermine de sable, à senestre d'une fleur de lys d'azur, et accompagnée en pointe d'une navette de tisserand d'azur. Devise / CriNon Superba, Sed Hospita. |
| Blason de Planche (La) | Détails | Le statut officiel du blason reste à déterminer. |

| Blason de Pontchâteau | Blason  | De vair aux trois croissants de gueules.         |
| Blason de Pontchâteau | Détails | Le statut officiel du blason reste à déterminer. |

| Blason de Pont-Saint-Martin | Blason  | Coupé d'azur et d'argent, au pont d'or brochant, souligné et maçonné de sable, au moine issant tenant une truelle en sa dextre, accompagné en chef à dextre d'une macre et à senestre d'une fleur de lys, le tout d'or. Devise / CriPonte Unionem Facio. |
| Blason de Pont-Saint-Martin | Détails | Le statut officiel du blason reste à déterminer. |

| Blason de Pornic | Blason  | Tiercé en pairle renversé : au premier, de sinople à la cotice en barre abaissée accompagnée en chef à dextre de la tour carillon de l'église du Clion, le tout d'argent ; au second : coupé ondé, au I d'azur à la Vierge à l'Enfant d'or tenant un oculus d'argent de Sainte-Marie et mouvant de la partition, au II de gueules à un porc-épic d'argent, à la trangle ondée d'argent brochant sur la partition ; au troisième, d'azur à une ancre de marine posée en bande et à un fût de canon posé en barre brochant, le tout d'or surmonté d'une étoile du même et accosté de deux mouchetures d'hermine d'argent ; à deux fois parées d'or posées en chevron brochant sur les lignes de partition, au demi-pal d'argent brochant sur la partition terminé en pointe d'écusson, mouvant du chef et chargé en pointe d'un écusson d'or* à la croix de sable surmonté de deux mouchetures d'hermine de sable l'une sur l'autre. Devise / Cri'Maris Stella Sit Nobis Propitia. (Signifie littéralement : Que l'étoile de mer nous soit favorable. Toutefois, Maris Stella fait aussi référence à lAve Maris Stella, une prière catholique dédiée à la Vierge Marie.) |
| Blason de Pornic | Détails | Différences entre dessin et blasonnement : ecusson bordé de gueules. * Il y a là non-respect de la règle de contrariété des couleurs : ces armes sont fautives (Or sur argent). Cette erreur a depuis été corrigée. Le statut officiel du blason reste à déterminer. |
| Blason de Pornic | Alias   | D'azur à l'ancre de marine posée en bande, chargée d'un fût de canon posé en barre, passés en sautoir et surmontés d'une étoile, le tout d'or, accompagnés de quatre mouchetures de contre-hermine d'argent, chacune posée à un angle de l'écu. Avant 2011 et la fusion des communes de Pornic, du Clion-sur-Mer et de Sainte-Marie-sur-Mer. |

| Blason de Pornichet | Blason  | D'azur à un rocher d'argent issant d'une mer d'argent mouvant de la pointe, au chef d'argent chargé d'un pin au naturel terrassé de sinople et accompagné de deux coquilles de gueules. Devise / CriNanti Neptunus Favet Amius. (L'ami Neptune est favorable aux nantais.) |
| Blason de Pornichet | Détails | Le statut officiel du blason reste à déterminer. |

| Blason de Port-Saint-Père | Blason  | De gueules à la fasce crénelée d'argent, accompagnée en chef d'une clé d'or posée en fasce, et d'une moucheture d'hermine de sable en pointe.                   |
| Blason de Port-Saint-Père | Détails | * Il y a là non-respect de la règle de contrariété des couleurs : ces armes sont fautives (sable sur gueules). Le statut officiel du blason reste à déterminer. |

| Blason de Pouliguen (Le) | Blason  | D'azur à la nef contournée d'or, habillée et gréée du même, voguant sur une tierce ondée d'argent, au chef d'hermine. Devise / CriDuc In Altum. |
| Blason de Pouliguen (Le) | Détails | Le statut officiel du blason reste à déterminer.                                                                                                |

| Blason de Préfailles | Blason  | Taillé : au premier, de gueules au mouton d'or à la tête contournée ; au second, de sinople au dauphin aussi d'or ; à l'ancre d'argent surmonté d'un triangle dans le sens de la barre du même, posée en barre brochant sur la partition ; et au chef aussi d'argent chargé de cinq mouchetures d'hermine de sable. Devise / CriQui y mouille y reste. |
| Blason de Préfailles | Détails | Le statut officiel du blason reste à déterminer. |

| Blason de Prinquiau | Blason  | Vairé contre-vairé d'or et de gueules; au chef d'azur chargé d'un soleil non figuré d'or mouvant de la partition. Devise / CriPrope Ab Aqua Du Noque Conjoncti. |
| Blason de Prinquiau | Détails | Le statut officiel du blason reste à déterminer. |

| Blason de Puceul | Blason  | De gueules à la fontaine d'argent, accostée de deux haches antiques adossées d'or, au chef de vair de deux tires. |
| Blason de Puceul | Détails | Le statut officiel du blason reste à déterminer.                                                                  |

 Pas d'information pour les communes suivantes : Pannecé, Pierric, Le Pin, Plessé, Pouillé-les-Côteaux 
- Haut – A
- B
- C
- D
- E
- F
- G
- H
- I
- J
- K
- L
- M
- N
- O
- P
- Q
- R
- S
- T
- U
- V
- W
- X
- Y
- Z

## Q
| Blason de Quilly | Blason  | D'azur à la bande d'argent chargée du mot "QUILLY" en lettres de sable posées à plomb, un village d'argent brochant à la base de la bande, cette dernière accompagnée à senestre d'une coupe sommée d'un coq gaulois du même, les deux posés sur une champagne du même chargée de sillons de sable rayonnant à partir du village, à la fleur d'argent feuillée de sinople brochant à dextre ; au comble d'argent chargé de dextre à senestre d'une gerbe de blé, d'une clé plate posée en barre, d'une fourche posée en bande, d'une moucheture d'hermine, d'une fourche posée en barre, d'une clé plate posée en bande et d'une gerbe de blé, le tout de sable. |
| Blason de Quilly | Détails | Le blason représente un village regroupé autour de son église. La terre et ses sillons, les gerbes de blé et les fourches symbolisent l’agriculture. Les clés évoquent les artisans et ouvriers. La coupe surmontée d'un coq gaulois rappelle le sport et la moucheture d'hermine, la Bretagne. concepteur : Remis le 27 juin 1992. Le statut officiel du blason reste à déterminer. |

- Haut – A
- B
- C
- D
- E
- F
- G
- H
- I
- J
- K
- L
- M
- N
- O
- P
- Q
- R
- S
- T
- U
- V
- W
- X
- Y
- Z

## R
| Blason de Regrippière (La) | Blason  | De gueules au calice d'or d'où sort un serpent ondoyant de sinople, surmonté d'un dextrochère à la main imposante de carnation, habillé aussi d'or, mouvant du flanc senestre. |
| Blason de Regrippière (La) | Détails | Le statut officiel du blason reste à déterminer. |

| Blason de Remaudière (La) | Blason  | De gueules à la cotice ondée d'argent accompagnée à dextre d'un lion d'argent et à senestre d'une grappe de raisin feuillée d'or ; au chef d'hermine. |
| Blason de Remaudière (La) | Détails | Le statut officiel du blason reste à déterminer. |

| Blason de Remouillé | Blason  | Coupé : au premier, d'argent à la croix pattée accostée à dextre d'une étoile, le tout de gueules ; au second, de gueules au château d'or ouvert et ajouré d'azur, accosté de deux mouchetures d'hermine d'argent. Devise / CriDominari Nec Minari. (Surplomber n'est pas menacer.) |
| Blason de Remouillé | Détails | Le statut officiel du blason reste à déterminer. |

| Blason de Rezé | Blason  | D'azur à la nef d'or équipée du même, habillée d'hermine, voguant sur une mer de sinople ; au chef losangé de gueules et d'argent, chaque losange d'argent chargée de quatre burelles d'azur. Devise / CriRatiatum. Respecte ton passé, assure ton avenir. |
| Blason de Rezé | Détails | * Il y a là non-respect de la règle de contrariété des couleurs : ces armes sont fautives (sinople sur azur). Blason adopté par la commune le 30 janvier 1970.                                                                                             |

| Blason de Riaillé | Blason  | De sinople à la barre ondée accompagnée d'un phéon en chef à dextre et d'un épi de blé en pointe à senestre, le tout d'argent. Devise / CriTravail et loisirs. |
| Blason de Riaillé | Détails | Le statut officiel du blason reste à déterminer. |

| Blason de Roche-Blanche (La) | Blason  | D'argent au chevron de sinople accompagné en chef de deux mouchetures d'hermine de sable et en pointe d'une chapelle d'argent essorée de sable ; au chef échiqueté de gueules et d'argent de deux tires ; le tout enfermé dans une filière d'azur. |
| Blason de Roche-Blanche (La) | Détails | Les hermines évoquent l’appartenance à la Bretagne historique. Les armes de la Seigneurie de Vair rappellent que La Roche-Blanche a fait partie de Saint-Herblon jusqu’en 1951. Le chevron vert rappelle que La Roche-Blanche se trouve sur une hauteur. La filière bleue rappelle que la commune est presque entièrement entourée de ruisseaux (ruisseau de Saugères, ruisseau de Pied-Bercy, ruisseau de Grée ou de Pouillé et le ruisseau du Pas Aubry). La Chapelle Saint Michel est un des principaux monuments de La Roche-Blanche. concepteur : Didier PONTREAU. Le statut officiel du blason reste à déterminer. |

| Blason de Rouans | Blason  | D'argent à la roue d'horloge de sable.                                   |
| Blason de Rouans | Détails | Armes parlantes. (roue) Le statut officiel du blason reste à déterminer. |

| Blason de Rougé | Blason  | De gueules à la croix pattée alésée d'or. Devise / CriRougé rugit mais ne rougit. |
| Blason de Rougé | Détails | Le statut officiel du blason reste à déterminer.                                  |

| Blason de Rouxière (La) | Blason  | D'or à la fasce échiquetée d'argent et de gueules de deux tires, accompagnée en chef de deux pics de mineurs passés en sautoir et en pointe d'un épi de blé feuillé, le tout de sable. |
| Blason de Rouxière (La) | Détails | Le statut officiel du blason reste à déterminer. |

| Blason de Ruffigné | Blason  | De gueules au chevron d'argent accosté de deux fleurs de lys, et d'un arbre coupé en pointe, le tout d'or ; au chef d'hermine. |
| Blason de Ruffigné | Détails | Le statut officiel du blason reste à déterminer.                                                                               |

- Haut – A
- B
- C
- D
- E
- F
- G
- H
- I
- J
- K
- L
- M
- N
- O
- P
- Q
- R
- S
- T
- U
- V
- W
- X
- Y
- Z

## S
| Blason de Saffré | Blason  | D'azur aux trois croix fleurdelysées d'or, au chef du même. |
| Blason de Saffré | Détails | Le statut officiel du blason reste à déterminer.            |

| Blason de Saint-Aignan-Grandlieu | Blason  | De gueules à la bande d'argent accompagnée de trois trèfles du même, deux en chef rangés en bande et un en pointe. |
| Blason de Saint-Aignan-Grandlieu | Détails | Le statut officiel du blason reste à déterminer.                                                                   |

| Blason de Saint-André-des-Eaux | Blason  | D'azur au sautoir d'argent chargé d'une moucheture d'hermine de sable et cantonné de quatre merlettes d'or. Devise / CriUn coin de terre te sourit. |
| Blason de Saint-André-des-Eaux | Détails | Le statut officiel du blason reste à déterminer. |

| Blason de Saint-Aubin-des-Châteaux | Blason  | D'argent à la croix ancrée accompagnée en chef à dextre d'une moucheture d'hermine et en pointe à senestre d'une fleur de lys, le tout de gueules. |
| Blason de Saint-Aubin-des-Châteaux | Détails | Le statut officiel du blason reste à déterminer.                                                                                                   |

| Blason de Saint-Brevin-les-Pins | Blason  | Écartelé en sautoir : au premier, d'azur chargé d'un écusson d'or à la croix de sable ; au deuxième, d'or à l'écureuil assis de gueules ; au troisième, aussi d'or au pin coupé de sinople au tronc de sable ; au quatrième, d'azur à la nef équipée et habillée d'argent voguant sur une mer du même mouvant de la pointe. Devise / CriTibi Rident Aequora Ponti. (C'est à toi que sourient les étendues de la mer.) |
| Blason de Saint-Brevin-les-Pins | Détails | Armes parlantes. (pin) Le statut officiel du blason reste à déterminer. |

| Blason de Saint-Colomban | Blason  | Écartelé : au 1er de sinople à deux fasces ondées d'argent chargées chacune d'un filet ondé d'azur, au 2e d'argent au buste de saint Colomban au naturel et senestré d'une crosse contournée d'or, au 3e d'argent au coeur croiseté de gueules, au 4e de sinople à la grappe de raisin d'or brochant sur trois épis du même croisés en barre. Devise / CriUnius Sumus Corporis Commembra. |
| Blason de Saint-Colomban | Détails | Le statut officiel du blason reste à déterminer. |

| Blason de Saint-Étienne-de-Mer-Morte | Blason  | D'or à la croix de sable chargée d'une église d'argent. |
| Blason de Saint-Étienne-de-Mer-Morte | Détails | Le statut officiel du blason reste à déterminer.        |

| Blason de Saint-Étienne-de-Montluc | Blason  | D'hermine à la fasce alésée de gueules chargée de trois fleurs de lys d'or. Devise / CriNeque Terrent Monstra. |
| Blason de Saint-Étienne-de-Montluc | Détails | Le statut officiel du blason reste à déterminer.                                                               |

| Blason de Saint-Fiacre-sur-Maine | Blason  | De sinople à une grappe de vigne feuillée d'argent, chapé aussi d'argent à deux mouchetures d'hermine de sable. Devise / CriSaint-Fiacre au cœur du Sèvre et du Maine. |
| Blason de Saint-Fiacre-sur-Maine | Détails | Le statut officiel du blason reste à déterminer. |

| Blason de Saint-Géréon | Blason  | D'azur fretté d'or.                              |
| Blason de Saint-Géréon | Détails | Le statut officiel du blason reste à déterminer. |

| Blason de Saint-Gildas-des-Bois | Blason  | D'azur à la croix d'hermine cantonnée au 1er d'un livre ouvert d'argent et d'une crosse d'or brochant sur le livre, aux 2e et 3e d'un arbre d'argent et au 4e d'un épi de blé tigé et feuillé d'or.                                       |
| Blason de Saint-Gildas-des-Bois | Détails | Le statut officiel du blason reste à déterminer. |
| Blason de Saint-Gildas-des-Bois | Alias   | De gueules à une statue de Saint Gildas debout dans une niche, tenant de sa main dextre une crosse et de sa senestre un livre ouvert, le tout d'argent. Armes de l'abbaye Saint-Gildas-des-Bois, attribuées par Charles d'Hozier en 1697. |

| Blason de Saint-Herblain | Blason  | De gueules aux trois annelets d'or mal ordonnés et entrelacés, au chef d'hermine. |
| Blason de Saint-Herblain | Détails | Le statut officiel du blason reste à déterminer.                                  |

| Blason de Saint-Herblon | Blason  | D'hermine à la fasce échiquetée d'argent et de gueules de deux tires. |
| Blason de Saint-Herblon | Détails | Le statut officiel du blason reste à déterminer.                      |

| Blason de Saint-Hilaire-de-Chaléons | Blason  | Écartelé : au premier, d'or aux trois tours de gueules, ouvertes et ajourées du champ, maçonnées de sable ; au deuxième, d'argent aux six mouchetures d'hermine de sable ordonnées 3, 2 et 1 ; au troisième, d'azur aux trois fleurs de lys d'or ; au quatrième, de gueules à la mitre épiscopale d'or posée en bande, soutenue d'une crosse du même posée en barre ; à la croix de sable brochant sur l'écartelé, chargée en cœur d'un écusson d'argent aux trois croix du Calvaire sur un coupeau isolé de sable. |
| Blason de Saint-Hilaire-de-Chaléons | Détails | Le statut officiel du blason reste à déterminer. |

| Blason de Saint-Hilaire-de-Clisson | Blason  | Parti : au 1, d'azur à la crosse épiscopale contournée d'or ; au 2, de gueules au lion couronné d'argent ; le tout sommé d'un chef d'argent chargé de trois mouchetures d'hermine de sable. |
| Blason de Saint-Hilaire-de-Clisson | Détails | Crosse épiscopale de St-Hilaire, évêque au 6e siècle. Lion d'Olivier de Clisson (1311). Le statut officiel du blason reste à déterminer.                                                    |

| Blason de Saint-Jean-de-Boiseau | Blason  | Coupé : au premier, d'azur à la chapelle d'or, accostée de deux mouchetures d'hermine d'argent ; au second, de gueules à la fasce d'argent accompagnée de trois trèfles du même. |
| Blason de Saint-Jean-de-Boiseau | Détails | Le statut officiel du blason reste à déterminer. |

| Blason de Saint-Joachim | Blason  | Parti de 1, coupé ondé de 1 : au 1) d'or à un symbole de trace de canard à l'ongle du doigt dextre sectionnéé de sable; au 2) d'azur à la foëne, posée en barre mouvant du chef, retenant dans ses dents une anguille tortillée, le tout au naturel; au 3) d'azur plain; au 4) d'or plain; à une couronne de fleurs d'oranger d'argent, feuillée de sinople, brochant sur les quartiers en pointe ; le tout au chef d'argent chargé de sept mouchetures d'hermine de sable ordonnées 4 et 3. |
| Blason de Saint-Joachim | Détails | Le statut officiel du blason reste à déterminer. |

| Blason de Saint-Julien-de-Concelles | Blason  | De sinople à la chapelle Saint Barthélémy d'argent soutenue d'une jumelle ondée du même et surmontée de trois fleurs de lys d'or rangées en fasce. |
| Blason de Saint-Julien-de-Concelles | Détails | Le statut officiel du blason reste à déterminer. |
| Blason de Saint-Julien-de-Concelles | Alias   | Écartelé : au premier, de pourpre aux deux fraises de gueules feuillées de sinople ; au deuxième, d'azur à la grappe de raisin de pourpre ; au troisième, d'azur au brochet contourné et ployé d'argent en barre ; au quatrième, de pourpre à l'hirondelle de sable volant en bande. Avant 2001. * Il y a là non-respect de la règle de contrariété des couleurs : ces armes sont fautives. |

| Blason de Saint-Julien-de-Vouvantes | Blason  | D'azur à la crosse d'or accostée de deux fleurs de lys du même ; au chef d'argent chargé de trois mouchetures d'hermine de sable. Devise / CriProelium Justum Commisi. |
| Blason de Saint-Julien-de-Vouvantes | Détails | Le statut officiel du blason reste à déterminer. |

| Blason de Saint-Léger-les-Vignes | Blason  | De gueules à la crosse d'or posée en bande, chargée d'une épée versée d'argent garnie d'or posée en barre, passées en sautoir, surmontant une grappe de raisin d'or, à la bordure également d'or. |
| Blason de Saint-Léger-les-Vignes | Détails | Le statut officiel du blason reste à déterminer. |

| Blason de Saint-Lumine-de-Clisson | Blason  | De sinople à la cotice en barre cousue de gueules* , accostée en chef d'une grappe de raisin tigée et feuillée, et en pointe d'une gerbe de blé, le tout d'or.                                                |
| Blason de Saint-Lumine-de-Clisson | Détails | * Ces armes emploient le terme « cousu » dans le seul but de contrevenir à la règle de contrariété des couleurs : elles sont fautives : gueules sur sinople. Le statut officiel du blason reste à déterminer. |

| Blason de Saint-Lumine-de-Coutais | Blason  | De gueules à Saint Léobin évêque debout nimbé d'or bénissant, posé sur une terrasse de sinople, accosté de deux grappes de raisin feuillées d'or, au chef d'argent chargé de trois canes passantes de sable. |
| Blason de Saint-Lumine-de-Coutais | Détails | * Il y a là non-respect de la règle de contrariété des couleurs : ces armes sont fautives (sinople sur gueules). Le statut officiel du blason reste à déterminer.                                            |

| Blason de Saint-Lyphard | Blason  | Parti : au premier, d'or au dragon de gueules ; au second, de gueules à l'épée haute d'or ; le tout sommé d'un chef d'hermine. |
| Blason de Saint-Lyphard | Détails | Le statut officiel du blason reste à déterminer.                                                                               |

| Blason de Saint-Mars-de-Coutais | Blason  | D'argent à la croix de sable chargée de cinq coquilles d'or. |
| Blason de Saint-Mars-de-Coutais | Détails | Le statut officiel du blason reste à déterminer.             |

| Blason de Saint-Mars-du-Désert | Blason  | D'azur à trois cylindres horaires (clepsydres) d'or.                                                                      |
| Blason de Saint-Mars-du-Désert | Détails | Armes parlantes de la famille de Cadaran (alias "Cadran") de Saint-Mars. Le statut officiel du blason reste à déterminer. |

| Blason de Saint-Mars-la-Jaille | Blason  | D'or au léopard lionné de gueules accompagné de cinq coquilles d'azur ordonnées 2, 2 et 1; au chef de gueules chargé d'un rameau d'olivier d'argent. |
| Blason de Saint-Mars-la-Jaille | Détails | Le statut officiel du blason reste à déterminer. |

| Blason de Saint-Même-le-Tenu | Blason  | Coupé : au premier, d'or chaussé de sable, un cerf passant de gueules brochant sur la partition ; au second, d'azur au navire d'argent, la voile chargée d'une croix pattée de gueules. |
| Blason de Saint-Même-le-Tenu | Détails | Le statut officiel du blason reste à déterminer. |

| Blason de Saint-Michel-Chef-Chef | Blason  | De gueules semé de dix besants d'or ordonnés 4, 3, 2 et 1, au chef d'azur soutenu d'une divise aussi d'or. |
| Blason de Saint-Michel-Chef-Chef | Détails | Le statut officiel du blason reste à déterminer.                                                           |

| Blason de Saint-Molf | Blason  | Écartelé : au premier, à cinq points d'azur chargés chacun d'un besant d'or abaissé, équipolés à quatre points d'argent ; au deuxième et au troisième, de sinople plain ; au quatrième, de sable à la charrue d'or ; à la barre d'hermine brochant sur le tout. Devise / CriIn Terra Veritas. |
| Blason de Saint-Molf | Détails | Le statut officiel du blason reste à déterminer. |

| Blason de Saint-Nazaire | Blason  | D'azur à la nef équipée et habillée d'argent voguant sur une mer du même mouvant de la pointe, la voile chargée d'une clef de sable posée en fasce ; au chef d'argent chargé de cinq mouchetures d'hermine de sable et d'une clef d'or brochant en fasce sur les mouchetures, le panneton à senestre vers la pointe et découpé en croix. Devise / CriAperit Et Nemo Claudit. (Elle ouvre et personne ne ferme.) (En référence à la clé du blason de la ville ; locution latine tirée de la Bible.) |
| Blason de Saint-Nazaire | Détails | Le statut officiel du blason reste à déterminer. |

| Blason de Saint-Nicolas-de-Redon | Blason  | D'or aux deux crosses adossées d'azur rangées en fasce. |
| Blason de Saint-Nicolas-de-Redon | Détails | Le statut officiel du blason reste à déterminer.        |

| Blason de Saint-Père-en-Retz | Blason  | D'or à la croix de sable, accompagnée en chef à dextre de deux clefs du même passées en sautoir, les pannetons en haut, et en pointe à senestre à la croix de gueules des chevaliers du Temple. |
| Blason de Saint-Père-en-Retz | Détails | Le statut officiel du blason reste à déterminer. |

| Blason de Saint-Philbert-de-Grand-Lieu | Blason  | D'azur à la muraille crénelée ouverte du champ, flanquée de deux tours également crénelées, le tout d'argent maçonné de sable. Devise / CriFortitudo Mea Civium Fides. (Je tire ma force de la loyauté de mes citoyens.) |
| Blason de Saint-Philbert-de-Grand-Lieu | Détails | Le statut officiel du blason reste à déterminer. |

| Blason de Saint-Sébastien-sur-Loire | Blason  | De gueules à la barre ondée d'argent chargée de trois mouchetures d'hermine de sable, à plomb, accompagnée en chef d'un lion d'or et en pointe d'un brin de muguet aussi d'argent et aussi feuillé d'or. |
| Blason de Saint-Sébastien-sur-Loire | Détails | Le statut officiel du blason reste à déterminer. |

| Blason de Saint-Sulpice-des-Landes | Blason  | Parti : au premier, parti d'argent et de gueules, à la croix ancrée et au chef chargé de cinq tourteaux, le tout de l'un en l'autre ; au second, d'argent au sapin de sinople ; le tout surmonté d'un chef d'hermine. |
| Blason de Saint-Sulpice-des-Landes | Détails | Le statut officiel du blason reste à déterminer. |

| Blason de Saint-Viaud | Blason  | D'or à la croix de sable, chargée sur les quatre bras d'un cordon de Saint Vital d'argent. |
| Blason de Saint-Viaud | Détails | Le statut officiel du blason reste à déterminer.                                           |

| Blason de Saint-Vincent-des-Landes | Blason  | D'argent à la feuille de chêne glandée de sinople, accompagnée en chef de deux mouchetures d'hermine de sable. |
| Blason de Saint-Vincent-des-Landes | Détails | Le statut officiel du blason reste à déterminer.                                                               |

| Blason de Sainte-Anne-sur-Brivet | Blason  | De gueules aux deux fasces échiquetées d'argent et d'azur de deux tires, au chef d'hermine. |
| Blason de Sainte-Anne-sur-Brivet | Détails | Le statut officiel du blason reste à déterminer.                                            |

| Blason de Sainte-Luce-sur-Loire | Blason  | D'azur à une clef d'or et une épée d'argent garnie aussi d'or, passées en sautoir, et à la bordure d'hermine. Devise / CriNutrisco Et Non Extinguor. (Je nourris et ne m'éteins pas.) (La devise est celle de la famille de Fremond de La Merveillère.) |
| Blason de Sainte-Luce-sur-Loire | Détails | Le statut officiel du blason reste à déterminer. |

| Blason de Sainte-Marie-sur-Mer | Blason  | Parti : au premier, de gueules à un hérisson d'or, au chef d'argent chargé de deux mouchetures d'hermine de sable ; au second, d'azur à la « Vierge à l'Enfant » d'or à l'oculus d'argent, soutenue d'une mer d'argent issant de la pointe, au chef d'or à la croix de sable, à la bordure de gueules. Devise / CriAd Jesum Per Mariam. (Vers Jésus par Marie.) (Sainte-Marie-sur-Mer commune de Pornic) |
| Blason de Sainte-Marie-sur-Mer | Détails | Le statut officiel du blason reste à déterminer. |

| Blason de Sainte-Reine-de-Bretagne | Blason  | Échiqueté d'or et d'azur, à la croix de gueules brochant sur le tout, chargée en abîme d'une statue de Sainte Reine d'argent auréolée d'or, à la plaine de sinople, au chef d'hermine. |
| Blason de Sainte-Reine-de-Bretagne | Détails | Différences entre dessin et blasonnement : Échiqueté d'or et d'azur et non l'inverse. Le statut officiel du blason reste à déterminer.                                                 |

| Blason de Sainte-Pazanne | Blason  | Écartelé d'une croix de sable : au premier, d'argent à une moucheture d'hermine de sable ; aux deuxième et troisième, d'or à quatre vergettes de gueules ; au quatrième, de gueules à une tour d'argent maçonnée, ajourée et ouverte de sable. |
| Blason de Sainte-Pazanne | Détails | Le statut officiel du blason reste à déterminer. |

| Blason de Savenay | Blason  | D'argent, au chevron de sinople cantonné de trois trèfles du même ; au chef de gueules chargé d'une hermine passante au naturel accolée de la jarretière flottante de Bretagne d'hermine plain doublée d'or, voletant sur son dos ; à la bordure d'azur chargée de dix besants d'or. |
| Blason de Savenay | Détails | Le statut officiel du blason reste à déterminer. |

| Blason de Sévérac | Blason  | De gueules à trois hérons d'argent portant leur vigilance d'or. |
| Blason de Sévérac | Détails | Le statut officiel du blason reste à déterminer.                |

| Blason de Sicaudais (La) | Blason  | Écartelé : au premier, de gueules à la cruche d'or, au chef d'argent à trois mouchetures d'hermine de sable ; au deuxième, d'azur à la tour-clocher d'argent ; au troisième, d'azur au châtaignier aussi d'argent ; au quatrième, de gueules à la plume d'or posée en barre ; sur le tout, d'or à la croix de sable. |
| Blason de Sicaudais (La) | Détails | (La Sicaudais commune d'Arthon-en-Retz) Le statut officiel du blason reste à déterminer. |

| Blason de Sion-les-Mines | Blason  | De gueules au croissant accompagné de six molettes d'éperon, trois en chef, deux aux flancs, une en pointe, le tout d'argent. |
| Blason de Sion-les-Mines | Détails | Le statut officiel du blason reste à déterminer.                                                                              |

| Blason de Sorinières (Les) | Blason  | D'argent au chevron de gueules, accompagné en chef de deux trèfles de sinople et en pointe d'un château d'azur pavillonné et girouetté du même, maçonné d'or et flanqué de deux tours du même, et accompagné de trois mouchetures d'hermine de sable mal ordonnées ; au chef de sable chargé d'une coquille accostée de deux croix hautes tréflées au pied fiché, le tout d'argent. |
| Blason de Sorinières (Les) | Détails | Le statut officiel du blason reste à déterminer. |

| Blason de Soudan | Blason  | De sinople au chevron d'argent, accompagné en chef de deux pommes tigées et feuillées de deux pièces d'or et en pointe d'un moulin à vent du même ; au chef de gueules chargé d'une croix d'argent surchargée en cœur d'une moucheture d'hermine de sable, soutenue d'une divise aussi d'argent. Devise / CriAmant Me Qui Cognoscunt. |
| Blason de Soudan | Détails | Le statut officiel du blason reste à déterminer. |

| Blason de Soulvache | Blason  | Écartelé : au premier et au quatrième, d'argent à une moucheture d'hermine de sable ; au deuxième et au troisième, d'azur à la fleur de lys d'or ; à la tour d'or, ouverte, ajourée et maçonnée de sable, posée sur un mont d'argent mouvant de la pointe, brochant sur le trait du parti de l'écartelé. |
| Blason de Soulvache | Détails | Le statut officiel du blason reste à déterminer. |

| Blason de Sucé-sur-Erdre | Blason  | D'azur au pont mouvant des flancs soutenu d'une tierce ondée, le tout d'argent ; au chef du même chargé d'une feuille de nénuphar de sinople accostée de deux mouchetures d'hermine de sable. |
| Blason de Sucé-sur-Erdre | Détails | Le statut officiel du blason reste à déterminer. |

 Pas d'information pour les communes suivantes : Saint-Malo-de-Guersac, Sautron 
- Haut – A
- B
- C
- D
- E
- F
- G
- H
- I
- J
- K
- L
- M
- N
- O
- P
- Q
- R
- S
- T
- U
- V
- W
- X
- Y
- Z

## T
| Blason de Temple-de-Bretagne (Le) | Blason  | D'hermine à la croix templière haussée, alésée, mouvant de la pointe, au bras senestre brisé, peinte au naturel. |
| Blason de Temple-de-Bretagne (Le) | Détails | Le statut officiel du blason reste à déterminer.                                                                 |

| Blason de Tharon-Plage | Blason  | D'argent au sautoir de vair, chargé en coeur d'un besant d'argent bordé de gueules, cantonné de quatre étoiles de gueules |
| Blason de Tharon-Plage | Détails | Tharon-Plage commune de Saint-Michel-Chef-Chef. Le statut officiel du blason reste à déterminer.                          |

| Blason de Thouaré-sur-Loire | Blason  | Coupé : au premier du coupé : parti : au premier, d'azur au chevron d'or, accompagné de trois roses du même, et au second, d'hermine plain ; au second du coupé : d'azur à un pont d'or à sept arches, mouvant des flancs et soutenu d'une onde de sinople. |
| Blason de Thouaré-sur-Loire | Détails | Le statut officiel du blason reste à déterminer. |

| Blason de Touches (Les) | Blason  | D'or à la croix de gueules, cantonnée de quatre lionceaux affrontés du même. |
| Blason de Touches (Les) | Détails | Le statut officiel du blason reste à déterminer.                             |

| Blason de Touvois | Blason  | De sinople au chef pal d'or chargé en abîme d'une coquille Saint-Jacques peinte au naturel. Différences entre dessin et blasonnement : la coquille est dite chargeante, mais dessinée brochante. |
| Blason de Touvois | Détails | Le statut officiel du blason reste à déterminer. |

| Blason de Trans-sur-Erdre | Blason  | D'azur au pont d'or à trois arches mouvant des flancs ; au franc-canton d'argent chargé de trois mouchetures d'hermine de sable. |
| Blason de Trans-sur-Erdre | Détails | Le statut officiel du blason reste à déterminer.                                                                                 |

| Blason de Treffieux | Blason  | De gueules au croissant d'hermine surmonté d'une croisette d'or bordée d'argent. |
| Blason de Treffieux | Détails | Le statut officiel du blason reste à déterminer.                                 |

| Blason de Treillières | Blason  | Parti : au premier, d'azur aux deux clefs passées en sautoir l'une d'or l'autre d'argent ; au second, de gueules à la gerbe de blé d'or, liée du champ. |
| Blason de Treillières | Détails | Le statut officiel du blason reste à déterminer. |

| Blason de Turballe (La) | Blason  | D'azur à quatre sardines d'argent posées en fasce et rangées l'une sur l'autre ; au chef du même à cinq mouchetures d'hermine de sable. Devise / CriToujours plus avant. |
| Blason de Turballe (La) | Détails | Le statut officiel du blason reste à déterminer. |

 Pas d'information pour les communes suivantes : Teillé, Trignac 
- Haut – A
- B
- C
- D
- E
- F
- G
- H
- I
- J
- K
- L
- M
- N
- O
- P
- Q
- R
- S
- T
- U
- V
- W
- X
- Y
- Z

## V
| Blason de Vallet | Blason  | De gueules au cep arraché d'or, tigé, feuillé avec ses grappes du même ; au chef d'hermine. Devise / CriEgo Sum Vitis Vos Palmites. |
| Blason de Vallet | Détails | Le statut officiel du blason reste à déterminer.                                                                                    |

| Blason de Varades | Blason  | D'or à trois chevrons de sable.                  |
| Blason de Varades | Détails | Le statut officiel du blason reste à déterminer. |

| Blason de Vay | Blason  | De gueules au croissant d'hermine surmonté d'une croisette d'or. |
| Blason de Vay | Détails | Le statut officiel du blason reste à déterminer.                 |

| Blason de Vertou | Blason  | D'argent à un if arraché de sinople, au fût chargé d'une fleur de lys d'or, accosté à dextre d'une fleur de lys d'azur soutenue d'une moucheture d'hermine de sable posées l'une sur l'autre, et à senestre d'une moucheture d'hermine de sable soutenue d'une fleur de lys d'azur, aussi l'une sur l'autre. |
| Blason de Vertou | Détails | Le statut officiel du blason reste à déterminer. |

| Blason de Vieillevigne | Blason  | D'argent à deux filets engrêlés, passés en sautoir, accompagnés de quatre aiglettes, le tout de sable. Devise / CriVieille en mon nom, jeune en mon cœur. |
| Blason de Vieillevigne | Détails | Le statut officiel du blason reste à déterminer. |

| Blason de Villepot | Blason  | De sinople au chevron alésé renversé surmonté d'un rencontre de cerf et soutenu à dextre et à senestre d'une fleur de lys, le tout d'or, le rencontre de cerf sommé d'une croisette d'argent ; au chef d'hermine. |
| Blason de Villepot | Détails | Le statut officiel du blason reste à déterminer. |

| Blason de Vritz | Blason  | D'hermine fretté de gueules.                     |
| Blason de Vritz | Détails | Le statut officiel du blason reste à déterminer. |

| Blason de Vue | Blason  | Parti : au premier, d'azur à trois coquilles d'or ; au second, de sable à l'enclume mouvant du flanc senestre et issant de la pointe, de laquelle tombent des billons, accompagnée d'un marteau d'orfèvre posé en bande, le tout d'or ; au chef de gueules bastillé d'argent de quatre pièces, maçonné de sable. |
| Blason de Vue | Détails | Le statut officiel du blason reste à déterminer. |

 Pas d'information pour les communes suivantes : Vigneux-de-Bretagne 
- Haut – A
- B
- C
- D
- E
- F
- G
- H
- I
- J
- K
- L
- M
- N
- O
- P
- Q
- R
- S
- T
- U
- V
- W
- X
- Y
- Z

## Communes sans armoiries
| Image | Nom de la commune et blasonnement |
| ----- | --- |
|       | Communes sans armoiries N'ont pas d'armoiries connues les communes de Bouée, La Chevallerais, Couëron, La Grigonnais, Lavau-sur-Loire, Mouzeil, Pannecé, Pierric, Le Pin, Plessé, Pouillé-les-Côteaux, Saint-Malo-de-Guersac, Sautron, Teillé, Trignac et Vigneux-de-Bretagne. |

## Sources
- Armorial des communes de Loire-Atlantique, par Michel Froger & Michel Pressensé,  (ISBN 2-908289-05-9),
- bzh.44.free.fr,
- www.gaso.fr,
- perso.numericable.fr/~briantimms,
- Armorial-44,
- www.geobreizh.com,